# Deutsche Reserve-Fußballmannschaften

Deutsche Reservefußballmannschaften sind „zweite Mannschaften“, die aus Spielern des Kaders eines deutschen Fußballvereins gebildet werden, die nicht in der ersten Mannschaft spielen. Sie treten im deutschen Fußballligasystem auf allen Ebenen des Ligafußballs an, mit Ausnahme der beiden höchsten Spielklassen, der Bundesliga und der 2. Fußball-Bundesliga. Die höchste Liga, in die Reservemannschaften aufsteigen dürfen, ist die 3. Liga, die dritte und niedrigste Profiliga des Landes.
Bis 2005 trugen die Reservemannschaften hinter dem Vereinsnamen den Titel „Amateure“, um zwischen der Profi- und der Reservemannschaft eines Vereins zu unterscheiden. Dies wurde 2005 geändert und heute tragen die meisten Reservemannschaften die römische Zahl II im Vereinsnamen.
Von 1974 bis 2008 durften Reservemannschaften am DFB-Pokal, dem wichtigsten deutschen Pokalwettbewerb, teilnehmen. Der wohl größte Erfolg aller Reservemannschaften war der Erfolg der Hertha BSC Amateure, die 1992/93 das deutsche Pokalfinale erreichten.

## Regeln und Vorschriften
Reservemannschaften in Deutschland dürfen in allen Ligaebenen mit Ausnahme der beiden höchsten Spielklassen spielen. Eine weitere Einschränkung gilt für die Regionalligen, wo die Anzahl der Reservemannschaften auf sieben pro Regionalliga beschränkt ist. Auch Reservemannschaften von Vereinen der 3. Fußball-Liga dürfen nicht in der Regionalliga teilnehmen. Ein bekanntes Beispiel war die Zweitvertretung von Preußen Münster, die in der Oberliga Westfalen in der Saison 2022/23 den zweiten Platz erreichte und sich sportlich für die Regionalliga West qualifizierte. Da jedoch die erste Mannschaft in der Saison 2023/24 in der dritten Fußball-Liga spielte, ging der direkte Aufstiegsplatz an die Reserve des SC Paderborn. Die zweite Mannschaft eines Viertligisten darf maximal in der 5. Liga spielen, die eines Oberligisten (5. Liga) in der sechsten Spielklasse.
TSV 1860 München II verlor wegen dieser Regel im Jahr 2018 gleich mehrmals ihren Platz in der Regionalliga. Die Löwen-Profis stiegen in die 3. Liga ab, wodurch 1860 II automatisch in die Oberliga hätte gehen müssen. Später musste die TSV 1860 München aufgrund finanzieller Unregelmäßigkeiten in die Regionalliga Bayerns zwangsabsteigen. 2024 erhielt die Reserve-Fußballmannschaft von Hannover 96 die Lizenz für die 3. Liga, obwohl sich die erste Mannschaft sich in der 2. Fußball-Bundesliga befand.
Bis 2014 waren Reservemannschaften in Form von U23-Mannschaften für Vereine der Bundesliga und der 2. Bundesliga Pflicht. Diese Regelung wurde jedoch zum Ende der Saison 2013/14 aufgehoben. Die zweite Vertretung wird im Allgemeinen als U23-Mannschaft geführt und trägt alternativ oft den Zusatz U23 anstatt der römischen Zwei oder wie früher „Amateure“.
Reservemannschaften dürfen seit 2008 nicht mehr am DFB-Pokal teilnehmen. Sollte sich eine Reservemannschaft durch ihre Platzierung in der Liga oder einem regionalen Verbandspokal dafür qualifizieren, wird der Platz an die nächstplatzierte erste Mannschaft vergeben.
Die Ligen unterhalb der 3. Liga werden von regionalen Verbänden und Verbänden verwaltet und die Regeln und Vorschriften für Reservemannschaften können variieren. Im Bayerischen Fußballverband, dem größten Regionalverband Deutschlands, können Reservemannschaften von der Regionalliga Bayern, der vierten Spielklasse, bis zur Kreisliga, der achten Spielklasse, nur eine Spielklasse unterhalb der Liga der Seniorenmannschaft spielen. Unterhalb der Kreisliga können Reservemannschaften auf dem gleichen Niveau wie die Herrenmannschaften spielen, jedoch nicht in derselben Liga. Ist dies der Fall, muss ein Verein vor Beginn der Saison eine erste und zweite Mannschaft benennen.

## Erfolge und Teilnahmen

### DFB-Pokal
| Mannschaft                  | Teilnahmen | Spielzeiten | Am besten     |
| --------------------------- | ---------- | --- | ------------- |
| SV Werder Bremen II         | 19         | 1976–77, 1978–79, 1982–83, 1983–84, 1987–88, 1989–90, 1990–91, 1991–92, 1993–94, 1994–95, 1995–96, 1997–98, 1998–99, 1999–2000, 2000–01, 2001–02, 2002–03, 2004–05, 2007–08 | 3. Runde      |
| Bayer Leverkusen II         | 8          | 1981–82, 1989–90, 1992–93, 1996–97, 1998–99, 2000–01, 2003–04, 2007–08 | 1. Runde      |
| FC Hansa Rostock II         | 3          | 1998–99, 2005–06, 2006–07 | 1. Runde      |
| Alemannia Aachen II         | 2          | 2002–03, 2006–07 | 1. Runde      |
| 1. FC Köln II               | 10         | 1975–76, 1976–77, 1979–80, 1981–82, 1982–83, 1983–84, 1985–86, 1995–96, 2004–05, 2005–06                                                                                    | 2. Runde      |
| VfL Bochum II               | 2          | 1984–85, 2005–06 | 2. Runde      |
| 1. FSV Mainz 05 II          | 5          | 2001–02, 2002–03, 2003–04, 2004–05, 2005–06 | 1. Runde      |
| FC Rot-Weiß Erfurt II       | 1          | 2005–06 | 1. Runde      |
| VfL Wolfsburg II            | 4          | 2001–02, 2002–03, 2003–04, 2005–06 | 2. Runde      |
| Hertha BSC II               | 3          | 1976–77, 1992–93, 2004–05 | Finale        |
| FC Bayern München II        | 9          | 1974–75, 1976–77, 1982–83, 1984–85, 1993–94, 1994–95, 1995–96, 2002–03, 2004–05                                                                                             | Viertelfinale |
| SSV Jahn Regensburg II      | 1          | 2004–05 | 1. Runde      |
| Hannover 96 II              | 5          | 1966–67, 1976–77, 1981–82, 1982–83, 2004–05 | 1. Runde      |
| 1. FC Saarbrücken II        | 1          | 2002–03 | 1. Runde      |
| VfB Stuttgart II            | 7          | 1974–75, 1975–76, 1981–82, 1981–82, 1982–83, 2000–01, 2001–02 | Viertelfinale |
| FC St. Pauli II             | 2          | 1998–99, 2001–02 | 1. Runde      |
| Energie Cottbus II          | 2          | 1998–99, 2001–02 | 1. Runde      |
| FC Schalke 04 II            | 2          | 1994–95, 2001–02 | 1. Runde      |
| SC Freiburg II              | 1          | 2001–02 | 1. Runde      |
| Karlsruher SC II            | 4          | 1991–92, 1994–95, 1996–97, 2000–01 | 3. Runde      |
| Tennis Borussia Berlin II   | 1          | 2000–01 | 1. Runde      |
| Hamburger SV II             | 5          | 1974–75, 1981–82, 1991–92, 1996–97, 1997–98 | 4. Runde      |
| Borussia Mönchengladbach II | 1          | 1997–98 | 1. Runde      |
| 1. FC Kaiserslautern II     | 3          | 1979–80, 1981–82, 1997–98 | 2. Runde      |
| VfB Leipzig II              | 1          | 1996–97 | 1. Runde      |
| 1. FC Nürnberg II           | 4          | 1979–80, 1981–82, 1984–85, 1995–96 | 2. Runde      |
| FC Carl Zeiss Jena II       | 1          | 1993–94 | 2. Runde      |
| Fortuna Düsseldorf II       | 2          | 1978–79, 1992–93 | 2. Runde      |
| Borussia Dortmund II        | 1          | 1991–92 | 1. Runde      |
| Bayer 05 Uerdingen II       | 1          | 1982–83 | 1. Runde      |
| FSV Frankfurt II            | 1          | 1981–82 | 1. Runde      |
| Eintracht Braunschweig II   | 2          | 1979–80, 1980–81 | 1. Runde      |
| Wuppertaler SV II           | 1          | 1979–80 | 1. Runde      |
| FC Augsburg II              | 1          | 1977–78 | 3. Runde      |
| Schwarz-Weiß Essen II       | 1          | 1975–76 | 1. Runde      |
| Eintracht Bad Kreuznach II  | 1          | 1974–75 | 1. Runde      |

Legende
- Alle Mannschaften werden mit ihrem aktuellen Namen bezeichnet, unabhängig davon, ob sie zu diesem Zeitpunkt als Amateure oder II spielten. (Bezogen ebenfalls auf alle anderen Tabellen)
- Fett markiert die beste Saison der Mannschaft im Wettbewerb für Vereine, die über die erste Runde hinausgekommen sind.

### Teilnahmen und Platzierung in der Ewigen Tabelle der 3. Fußball-Liga(seit 2009)
| Mannschaft             | Platz | Jahre | Spielzeiten             |
| ---------------------- | ----- | ----- | ----------------------- |
| VfB Stuttgart II       | 14    | 8     | 2008–2016, 2024–        |
| Borussia Dortmund II   | 20    | 6+    | 2009/10, 2012–15, 2021– |
| SV Werder Bremen       | 31    | 7     | 2008–12, 2015–18        |
| FC Bayern München II   | 34    | 5     | 2008–11, 2019–21        |
| SC Freiburg II         | 43    | 2     | 2021–2024               |
| 1. FSV Mainz 05 II     | 46    | 3     | 2014–17                 |
| Hannover 96 II         |       | 0+    | 2024–                   |
| TSG 1899 Hoffenheim II |       |       | 2025-                   |

siehe: Ewige Tabelle der 3. Fußball-Liga

### Titel und Erfolge

#### Vereinserfolge in verschiedenen Ligen und Wettbewerben
Anzahl an von Reserve-Fußballmannschaften eingefahrene Titel/Meisterschaften in den jeweiligen Wettbewerben:
| Mannschaft                  | 3. Liga | Regionalliga | Amateurmeisterschaft | Landespokal |
| --------------------------- | ------- | ------------ | -------------------- | ----------- |
| SV Werder Bremen II         |         | 2            | 3                    | 1           |
| Hannover 96                 |         |              | 2                    | 1           |
| VfB Stuttgart II            |         |              | 2                    | 2           |
| 1. FC Köln II               |         |              | 1                    | 4           |
| Fortuna Düsseldorf II       |         |              | 1                    |             |
| Holstein Kiel II            |         |              | 1                    | 3           |
| Karlsruher SC II            |         |              |                      | 4           |
| SV Sandhausen II            |         |              |                      | 1           |
| FC Bayern München II        | 1       | 2            |                      | 1           |
| SSV Jahn Regensburg II      |         |              |                      | 1           |
| Tennis Borussia Berlin II   |         |              |                      | 1           |
| Hertha BSC II               |         |              |                      | 1           |
| 1. FC Union Berlin II       |         |              |                      | 3           |
| SV Lichtenberg 47 II        |         |              |                      | 1           |
| Energie Cottbus II          |         |              |                      | 1           |
| Bremerhaven 93 Amateure     |         |              |                      | 1           |
| FC St. Pauli II             |         |              |                      | 1           |
| Hamburger SV II             |         |              |                      | 3           |
| SV Darmstadt 98 II          |         |              |                      | 3           |
| Hessen Kassel II            |         |              |                      | 1           |
| Eintracht Frankfurt II      |         |              |                      | 1           |
| FC Hansa Rostock II         |         |              |                      | 1           |
| FC Schönberg 95 II          |         |              |                      | 3           |
| Alemannia Aachen II         |         |              |                      | 1           |
| Borussia Mönchengladbach II |         | 1            |                      | 1           |
| Bayer 04 Uerdingen II       |         |              |                      | 1           |
| VfL Wolfsburg II            |         | 3            |                      | 2           |
| 1. SC Göttingen 05 II       |         |              |                      | 1           |
| Eintracht Trier II          |         |              |                      | 1           |
| TuS Koblenz II              |         |              |                      | 1           |
| VfB Leipzig II              |         |              |                      | 1           |
| 1. FC Magdeburg II          |         |              |                      | 2           |
| SC Freiburg II              |         | 1            |                      | 1           |
| 1. FSV Mainz 05             |         |              |                      | 5           |
| 1. FC Kaiserslautern II     |         |              |                      | 3           |
| FC Carl-Zeiss Jena II       |         |              |                      | 1           |
| FC Rot-Weiß Erfurt II       |         |              |                      | 1           |
| Borussia Dortmund II        |         | 3            |                      |             |
| TSV 1860 München II         |         | 1            |                      |             |

#### Erfolgreich in anderen Wettbewerben
| Mannschaft           | Wettbewerb                                  | Saison               |
| -------------------- | ------------------------------------------- | -------------------- |
| 1. FC Saarbrücken II | Meister in der Ehrenliga Saarland (1. Liga) | 1 (1950/51)          |
| BFC Dynamo II        | Meister in der DDR-Liga (2. Liga)           | 2 (1971/72, 1972/73) |
| Hallescher FC II     | Meister in der DDR-Liga (2. Liga)           | 1 (1975/76)          |
| Dynamo Dresden II    | Meister in der DDR-Liga (2. Liga)           | 1 (1972/73)          |

### Überblick der Reserven von Bundesliga-Klubs
| Mannschaft                  | Liga (2023/24)                      |
| --------------------------- | ----------------------------------- |
| Bayer Leverkusen II         | 2013/14 abgemeldet von Spielbetrieb |
| FC Bayern München II        | Regionalliga Bayern                 |
| VfB Stuttgart II            | Regionalliga Südwest                |
| RB Leipzig II               | 2017 abgemeldet vom Spielbetrieb    |
| Borussia Dortmund II        | 3. Liga                             |
| Eintracht Frankfurt II      | Regionalliga Südwest                |
| TSG 1899 Hoffenheim II      | Regionalliga Südwest                |
| SC Freiburg II              | 3. Liga                             |
| 1. FC Heidenheim II         | 2014 abgemeldet vom Spielbetrieb    |
| FC Augsburg II              | Regionalliga Bayern                 |
| SV Werder Bremen II         | Oberliga                            |
| VfL Wolfsburg II            | 2021 abgemeldet vom Spielbetrieb    |
| Borussia Mönchengladbach II | Regionalliga West                   |
| VfL Bochum II               | Oberliga                            |
| 1. FSV Mainz 05 II          | Regionalliga Südost                 |
| 1. FC Union Berlin II       | 2015 abgemeldet vom Spielbetrieb    |
| 1. FC Köln II               | Regionalliga West                   |
| SV Darmstadt 98 II          | Kreisliga C                         |

## Besonderheiten

### Weitere Fakten und Informationen
- Der FC Ingolstadt 04 II ist die einzige zweite Vertretung einer deutschen Profi-Fußballmannschaft, die keine U23 ist. Unter dem häufig verwendeten Namen „FC Ingolstadt 04 U21“ setzt die Reserve hauptsächlich auf junge Spieler, die 21 Jahre oder jünger sind. Aktuell befindet sich das Team in der fünfklassigen Bayernliga Nord.[17]
- Der SV Werder Bremen II gewann in der Saison 2023/24 ohne Punktverlust die Bremen-Liga, die fünfte Stufe des deutschen Ligensystems. In den 30 gespielten Spielen holten die Grün-Weißen 90 Punkte, erzielten 213 Tore und kassierten nur 17 Gegentreffer.[18]
- Seit 2022 führt der deutsche Webvideoproduzent und Livestreamer Trymacs die 8. Herren-Fußballmannschaft des SC Victoria Hamburg unter dem inoffiziellen Namen „SSV Hardstuck“. Die Spiele werden öffentlichkeitswirksam durch Livestreams und YouTube-Videos vermarktet und erreichen so Hunderttausende Aufrufe.[19] Die Mannschaft beendete die Saison 2022/2023 als Meister der Kreisklasse B Hamburg 4 und stieg in die Kreisklasse A auf. Seit der Saison 2023/2024 firmiert die Mannschaft als 5. Herren.[20]
- Im August 2015 spielte in der Regionalliga Bayern die TSV 1860 II gegen den FC Bayern München II. Dieses außergewöhnliche Münchner Stadtderby wurde live im TV übertragen, und knapp 12.000 Zuschauer kamen ins Grünwalder Stadion. Das Spiel endete torlos unentschieden.[21]

### Aufeinandertreffen zwischen Profi- und Reservemannschaft
Es gab mehrere Fälle, in denen Reserve-Teams im deutschen Fußball gegen ihre eigene erste Profimannschaft im DFB-Pokal antraten. Ein bemerkenswertes Beispiel ereignete sich in der Saison 1976/77, als der FC Bayern München gegen seine eigene Reserve spielte und mit 5:3 siegte. Ähnlich spielte auch der 1. FC Kaiserslautern 1997/98 gegen seine Reserve im Pokal und gewann mit 5:0. Ein weiteres Beispiel ereignete sich in der Saison 2000/01, als die VfB Amateure überraschend die erste Mannschaft von Eintracht Frankfurt mit 6:1 besiegten und daraufhin in der zweiten Runde auf die Erste-Elf des VfB Stuttgart trafen, die mit 3:0 gewann. Cheftrainer Ralf Rangnick verzichtete auf zehn Feldspieler, sodass fünf Stammspieler der Amateure in die erste Mannschaft aufrücken mussten. Das Spiel war von geringer Intensität geprägt, und es wurde offensichtlich, dass kaum Zweikämpfe stattfanden. Diese Ereignisse trugen zur Diskussion bei, Reserve-Teams vom DFB-Pokal auszuschließen, was einige Jahre später umgesetzt wurde.
Auch in anderen Wettbewerben kam es bereits zu Aufeinandertreffen zwischen A- und B-Teams. Ein bemerkenswertes Beispiel ereignete sich 1970 im Norddeutschen Pokal, als der FC St. Pauli in der ersten Runde auf seine eigene Reserve traf, die das Spiel sogar mit 1:0 gewann. Anschließend klagte der FC St. Pauli erfolglos gegen die Wertung des Spiels. Ebenfalls überraschend war der Gewinn des MV-Landespokals 2002/03 durch die Reserve-Mannschaft des FC Schönberg 95 gegen ihre eigene Profi-Fußballmannschaft. Ursprünglich hätte die Reserve-Mannschaft des FC Schönberg 95 am DFB-Pokal 2003/04 teilnehmen dürfen, doch letztendlich wurde die erste Mannschaft für den Wettbewerb gemeldet.

### Andere erwähnenswerte Erfolge von Dritten Mannschaften
- SV Werder Bremen III gewann viermal die Bremen-Liga, die fünfthöchste Spielklasse des Landes.
- Hamburger SV III gewann 2017 und 2024 die Landesliga Hammonia und nahm 2006/07 am Hamburger Pokal teil.[28]
- In der Saison 2006/07 gewann der 1. FFC Frankfurt III den Hessenpokal. Am DFB-Pokal 2007/08 durfte die Mannschaft allerdings nicht teilnehmen, da der Verein in diesem Wettbewerb bereits durch die erste Mannschaft vertreten wurde.

## Kritik
Die Rolle von Reserve-Fußballmannschaften im deutschen Fußball, vor allem in der 3. Fußball-Liga sowie in der Regionalliga, ist nicht frei von Kontroversen. Die am häufigsten genannten Kritikpunkte über Reservemannschaften sind:
- Verzerrung des Wettbewerbs: Einige Kritiker argumentieren, dass die Anwesenheit von Reserve-Teams den Wettbewerb verzerren kann. Diese Teams haben oft Zugang zu Ressourcen und Talenten, die für kleinere Vereine unerreichbar sind. Dadurch können sie einen unfairen Vorteil haben und die Chancen anderer Teams beeinträchtigen.

- Entwicklung auf Kosten des Wettbewerbs: Ein weiterer Standpunkt ist, dass Reserve-Teams dazu neigen, Spieler zu entwickeln, anstatt ernsthaft um den Titel in ihrer Liga zu konkurrieren. Dies könnte den eigentlichen Wettbewerbsgeist mindern und dazu führen, dass Spiele weniger intensiv sind.

- Mangelnde Fanunterstützung: Reserve-Teams haben oft eine geringere Anziehungskraft für Fans im Vergleich zu Hauptmannschaften. Dies kann zu niedrigeren Zuschauerzahlen und einem Mangel an finanzieller Unterstützung für die unteren Ligen führen.[29][30]
- Blockierung des Aufstiegs anderer Teams: In einigen Ligen gibt es Regelungen, die es Reserve-Teams ermöglichen, in höhere Ligen aufzusteigen. Dies kann dazu führen, dass traditionellen Amateur- oder Kleinstadtvereine, die nicht über die finanziellen Mittel oder die Infrastruktur von Profiteams verfügen, der Aufstieg blockiert wird.[31]

Folgende Lösungsansätze werden von Kritikern vorgeschlagen:
- Begrenzung auf Regionalliga oder Oberliga: Eine Möglichkeit wäre, Reserve-Teams auf die Regionalliga oder sogar die Oberliga zu beschränken. Auf diese Weise könnten sie weiterhin auf einem wettbewerbsfähigen Niveau spielen, ohne den direkten Aufstieg in höhere Ligen zu ermöglichen und den Wettbewerb zu verzerren.

- Einführung einer eigenen Liga: Ähnlich dem englischen Modell der Premier League 2 könnte eine separate Liga für Reserve-Teams geschaffen werden. Diese Liga könnte auf nationaler Ebene organisiert sein und den Reserve-Teams eine angemessene Spielumgebung bieten, während sie gleichzeitig den Wettbewerb in den unteren Ligen entlastet.[32]

Als die Reserve des deutschen Rekordmeisters FC Bayern München in der Saison 2019/20 die 3. Fußball-Liga gewann, durfte sie gemäß Paragraph 55 der DFB-Spielordnung nicht in die zweite Fußball-Bundesliga aufsteigen. Diese Regelung wurde von Seiten der Bayern kritisiert, und es wurde hinterfragt, warum Zweite Mannschaften in der 3. Liga spielen dürfen, aber nicht in der zweithöchsten Spielklasse.